# Gustav Bauer
Gustav Adolf Bauer (6 tháng 1 năm 1870 - 16 tháng 9 năm 1944) là một nhà lãnh đạo Đảng Dân chủ Xã hội Đức và Chancellor của Đức từ năm 1919 đến năm 1920. Ông là lãnh đạo của chính phủ trong tổng số 219 ngày. Trước khi trở thành người đứng đầu chính phủ, Bauer đã từng là Bộ trưởng Bộ Lao động trong nội các Đức được bầu cử dân chủ. Sau khi nội các của ông từ chức vào tháng 3 năm 1920, Bauer giữ chức Phó Thủ tướng, Bộ trưởng Bộ Giao thông vận tải và Bộ trưởng Bộ Tài chính trong các tủ khác của Cộng hòa Weimar.

## Tiểu sử
Bauer sinh ngày 6 tháng 1 năm 1870 tại Darkehmen, gần Königsberg ở Đông Phổ (nay thuộc Ozyorsk, Kaliningrad Oblast, Nga) là con của ông Gustav Bauer và vợ ông Henriette (née Groß). Từ năm 1876 đến năm 1884, ông tham dự Volksschule ở Königsberg. Sau năm 1884, ông làm việc như một thư ký và sau đó là thư ký của một luật sư tại Königsberg. 